# Maza de la Cámara de Representantes de los Estados Unidos

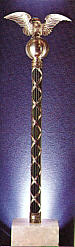
La Maza de la Cámara de Representantes de los Estados Unidos.

La Maza de la Cámara de Representantes de los Estados Unidos es uno de los símbolos más antiguos del Gobierno de los Estados Unidos.
En una de las primeras resoluciones, la Cámara de Representantes del 1.er Congreso Federal (14 de abril de 1789) estableció al Oficial de Armas de la Cámara como encargado de mantener el orden en las reuniones. El primer Presidente de la Cámara, Frederick Muhlenberg de Pensilvania, aprobó la Maza como el símbolo del Oficial de Armas, para ser utilizado en las sesiones.
La actual Maza ha sido utilizada desde el 1 de diciembre de 1842. Fue creada por William Adams, a un coste de $400 dólares, para reemplazar la Maza que fue destruida en el incendio del Capitolio el 24 de agosto de 1814, consecuencia de la Guerra de 1812. Durante los años 1814 y 1842 se utilizó una Maza de madera.
- Datos: Q6723036
- Multimedia: Mace of the United States House of Representatives / Q6723036